# Lise-Meitner-Gymnasium (Falkensee)
Das Lise-Meitner-Gymnasium ist ein staatliches Gymnasium in Falkensee im Landkreis Havelland (Land Brandenburg). Die Schule ist nach der Physikerin Lise Meitner benannt. Auf dem Schulgelände erinnert eine denkmalgeschützte Gedenkstätte an insgesamt 82 Häftlinge des Falkenseer KZ-Außenlagers von Sachsenhausen, die dort zwischen 1943 und 1945 beerdigt wurden.

## Geschichte
Das Schulgebäude wurde 1981 in Plattenbauweise als Typenschulbau errichtet. Zu DDR-Zeiten waren auf dem heutigen Schulgelände ab 1983 ein Kinderheim und die Hilfsschule „Clara Zetkin“ ansässig.
Nach der Friedlichen Revolution in der DDR erfolgte 1991 die Gründung des Lise-Meitner-Gymnasium. 2012 wurde der neue Schulwald eingeweiht, 2019 nach langjährigem Druck auf die Stadt der Sportplatz eröffnet.

## Lehrangebot
An der Schule wird eine Leistungs- und Begabtenklasse betrieben. Sie ist eine von 35 Schulen im Land Brandenburg, die eine solche Klasse anbieten. Neben den üblichen Fächern werden folgende Unterrichtsfächer angeboten:
- Darstellendes Spiel (9.–12. Klasse)
- Katholischer Religionsunterricht (5.–9. Klasse)
- Evangelischer Religionsunterricht (5.–9. Klasse)
- Wirtschaft-Arbeit-Technik (5.–7. Klasse)

Das Fach Geschichte kann in der Oberstufe bilingual gewählt werden. Die Naturwissenschaften werden in der fünften und sechsten Klasse als „Naturwissenschaften“, ab der siebten Klasse als „Physik“ und „Biologie“ unterrichtet. In der achten Klasse wird auch Chemie gelehrt. Ähnliches gilt für die Gesellschaftswissenschaften. Die Fremdsprache Englisch ist Pflichtfach, als zweite Fremdsprache können Latein oder Französisch gewählt werden.

## Auslandsbeziehungen
Jährlich findet ein Schüleraustausch mit der südfranzösischen Schule „Lycée International Georges Duby“ in Luynes statt. Ebenso gibt es regelmäßig einen Schüleraustausch mit einer deutschen Schule in Kairo; in diesem Bereich wird auch durch den „Lebendigen Adventskalender“ jedes Jahr ein Lepra-Dorf in Ägypten unterstützt.